# エティエンヌ・ジョフロワ・サンティレール
エティエンヌ・ジョフロワ・サンティレール（フランス語: Étienne Geoffroy Saint-Hilaire、1772年4月15日 - 1844年6月19日）は、フランスの博物学者。

## 経歴

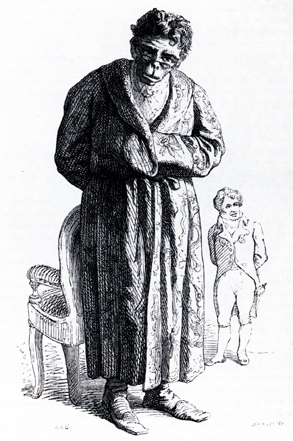
ジョフロワ（前）とジョルジュ・キュヴィエ（奥）の漫画

1772年にフランス、セーヌ＝エ＝オワーズ県(Seine-et-Oise)エタンプで出生。
最初、僧侶になるための教育を受けたが博物学に転身し、国立自然史博物館の教授に就任した。
1798年、ナポレオン・ボナパルトのエジプト・シリア戦役に同行し、エジプトの爬虫類と魚の収集を行った。
自身の研究で器官および組織の相同関係を明らかにして、動物界には共通した「構造の単一のプラン」があると説いた。

## 家族
息子のイジドール・ジョフロワ・サン＝ティレール（Isidore Geoffroy Saint-Hilaire, 1805年12月16日 - 1861年11月10日）は動物学者。

## 著書
- 解剖哲学（1818年 - 1820年）

## 命名した動物
- ショウガラゴ、オオガラゴ - 双方ともジョフロワが学名を命名した。

## ジョフロワにちなんだ命名

### 生物
- ジョフロイネコ[1]
- ジェフロアカエルガメ[2]
- ジェフロイクモザル（英語版）[3]
- Geoffroy's bat（英語版）[4]
- ジョフロワタマリン（英語版）[5]
- コリドラス・ゲオフロイ（英語版）（Corydoras geoffroy）[6]

### 場所
- Rue Geoffroy-Saint-Hilaire（フランス語版） ‐パリ第五区の通り。